# Tilly-la-Campagne

Tilly-la-Campagne este o comună în departamentul Calvados, Franța. În 1 ianuarie 2018 avea o populație de 244 de locuitori.